# Robert Abraham Du Plooy
Robert Abraham Du Plooy  (* 5. Juli 1921 in Bloemfontein; † nach 1981) war ein südafrikanischer Diplomat.

## Leben
Robert Abraham Du Plooy war der Sohn von Eileen Beryl Wicks und Jacob Bester Du Plooy. Er heiratete am 10. Oktober 1945 Giulia Vera Bonino, sie hatten einen Sohn. Er studierte am Grey College in Bloemfontein, der Universität des Freistaates und der UNISA Rechtswissenschaft sowie bis 1958 an der Universität zu Köln. Er erlangte den akademischen Grad Doktor der Rechte.
Zwischen 1941 und 1946 diente er in der Armee der Südafrikanischen Union. Von 1946 bis 1949 war er im Bergbauministerium beschäftigt. 1950 trat Du Plooy in den auswärtigen Dienst. Von 1954 bis 1955 war er Vizekonsul im Harvestehuder Weg 50, Hamburg, und von 1955 bis 1960 Botschaftssekretär in Köln, wobei er zeitweise als Geschäftsträger fungierte.
Während der Systemkonkurrenz wurden die Menschenrechte einschränkenden Gesetze zum Verfolgen des Kommunismus erlassen. In der Südafrikanischen Union wurde 1950 der Suppression of Communism Act im Parlament verabschiedet. Der Suppression of Communism Amendment Act von 1951 passte dieses Gesetz zur Verteidigung der Machtverhältnisse im Apartheidstaat an.
Die Verfahrensführung des Treason Trial basierte auf diesem Gesetz. Südafrikanische Behörden suchten beim Bundesministerium der Justiz an, für das Verfahren gegen „kommunistische Funktionäre“ Akten und Dokumente aus dem Prozess zum KPD-Verbot vor dem Bundesverfassungsgericht 1956 verwenden zu dürfen. Innerhalb von drei Monaten erhielt Geschäftsträger Du Plooy mehrere Antrags-, Anklage- und Urteilsschriften aus dem KPD-Verfahren.
Von 1960 bis 1967 wurde er im südafrikanischen Außenministerium in Pretoria beschäftigt. Von 1975 bis 1980 war er Botschaftsrat in den Homelands Transkei und Bophuthatswana sowie in South West Africa (heute Namibia).
Von 1980 bis 1981 war er Botschafter in Transkei.

## Veröffentlichungen
- Treaties and inter-governmental agreements between Commonwealth and foreign states and between Commonwealth states inter se, 1958
- Verträge und Inter-Regierungs-Abkommen zwischen den Commonwealth- und ausländischen Staaten sowie zwischen den Commonwealth-Staaten inter se unter besonderer Berücks. der Union von Südafrika.